# Ura-Hou
Ura-Hou ist eine osttimoresische Aldeia im Suco Maubisse (Verwaltungsamt Maubisse, Gemeinde Ainaro). 2015 lebten in der Aldeia 689 Menschen.

## Geographie und Einrichtungen
Die Aldeia Ura-Hou liegt im Nordosten des Sucos Maubisse. Südlich befindet sich die Aldeia Lequi-Tei, südwestlich die Aldeia Vila und westlich die Aldeias Hautado, Hato-Fae und Sarlala. Im Osten grenzt Ura-Hou an den Suco Maulau und im Norden an das Verwaltungsamt Aileu (Gemeinde Aileu) mit seinem Suco Lequitura. Zu Ura-Hou gehört der Nordosten der Stadt Maubisse. Nach Norden ist die Besiedlung in der Aldeia dünner.
Im zu Ura-Hou gehörenden Teil von Maubisse befinden sich die 1999 gebaute Pfarrkirche São Mateus und die Pfarrei, die Gruta Ria Leco, das kommunale Gesundheitszentrum (CHC) von Maubisse, die Grundschule und der Sitz des Verwaltungsamtes Maubisse. Die Überlandstraße, die durch die Aldeia führt, verbindet Maubisse mit der Landeshauptstadt Dili im Norden und der Gemeindehauptstadt Ainaro im Süden.

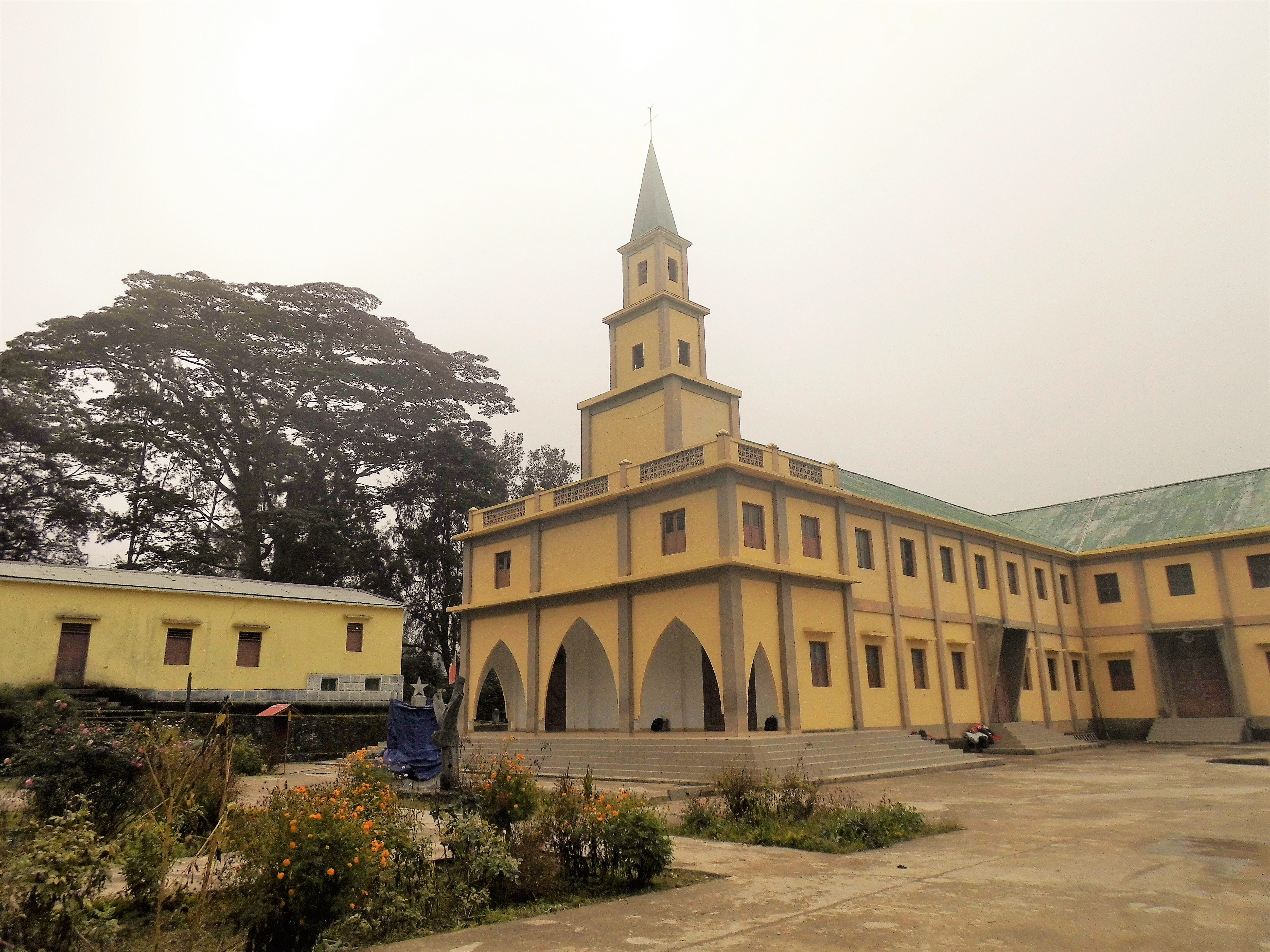
Pfarrkirche São Mateus (2018)
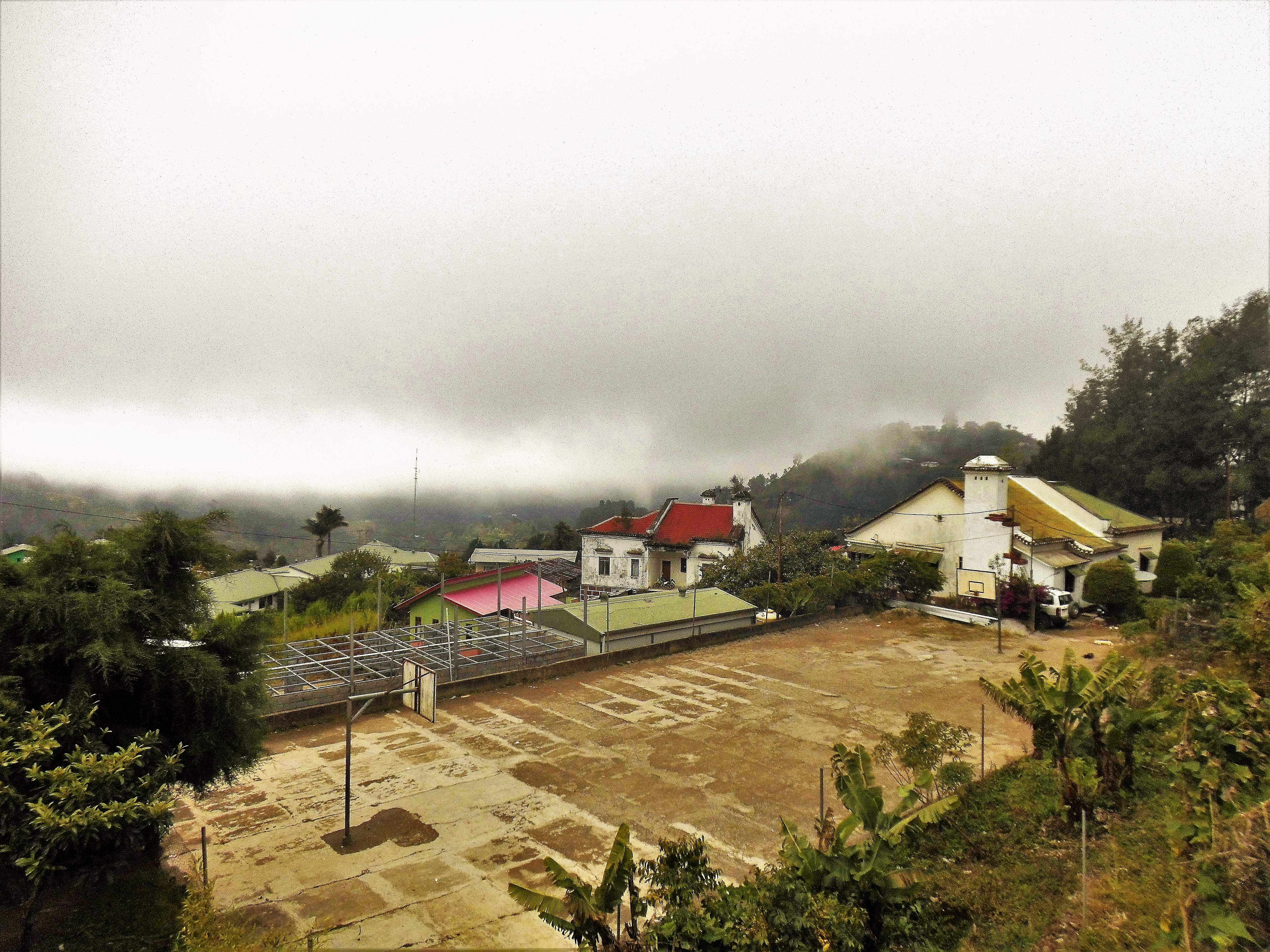
Die Pfarrei, mit zugehörigem Basketballplatz bei der Kirche (2018)